# Conidiobolus chlamydosporus
Conidiobolus chlamydosporus är en svampart som beskrevs av Drechsler 1955. Conidiobolus chlamydosporus ingår i släktet Conidiobolus och familjen Ancylistaceae.   Inga underarter finns listade i Catalogue of Life.